# 特罗菲姆·李森科
特罗菲姆·丹尼索维奇·李森科（羅馬化：Trokhym Denysovych Lysenko，羅馬化：Trofim Denisovich L'ysenko；1898年9月29日—1976年11月20日），苏联生物学家、农学家、伪科学家，乌克兰人。

## 生平
1925年毕业于基辅农学院后，在阿塞拜疆占贾育种站工作。1925年，他的一些发现登上报纸之后，获得尼古拉·伊万诺维奇·瓦维洛夫的关注和支持。後來在1928年发現春化现象並命名，成爲蘇聯學術權威之一。他認爲該性狀可遺傳，要以此改變植物的性状。李森科坚持让-巴蒂斯特·拉马克和米丘林的获得性遗传，否定孟德尔基于基因的遗传学及托马斯·亨特·摩尔根提出的細胞內存在遺傳物質。他得到斯大林的支持，使用政治迫害的手段打击学术上的反对者，使他的学说成了苏联生物遗传学的主流。1935年，李森科获得乌克兰科学院院士、全苏列宁农业科学院院士的称号，任敖德萨植物遗传育种研究所所长。1948年8月，苏联召开了全苏列宁农业科学院会议，又称“八月会议”。在会上李森科把自己的学术见解化为“米丘林生物学”主要内容，声称“米丘林生物学”是“社会主义的”、“进步的”、“唯物主义的”、“无产阶级的”，而「孟德尔－摩尔根遗传学」则是“反动的”、“唯心主义的”、“形而上学的”、“资产阶级的”，再次得到斯大林支持。
1953年3月5日斯大林死后，乌克兰农业系统出身的赫鲁晓夫否定斯大林路线但继续支持李森科。1964年10月，赫鲁晓夫下台，苏联生物界得以清除李森科学说。
李森科的垄断在生物学和农业结束后，苏联花费很多年恢复这些研究。李森科1976年死于莫斯科，葬入Kuntsevo公墓。尽管苏联政府拒绝在两天内宣布李森科死亡，仍然在《消息报》上刊登了讣告。

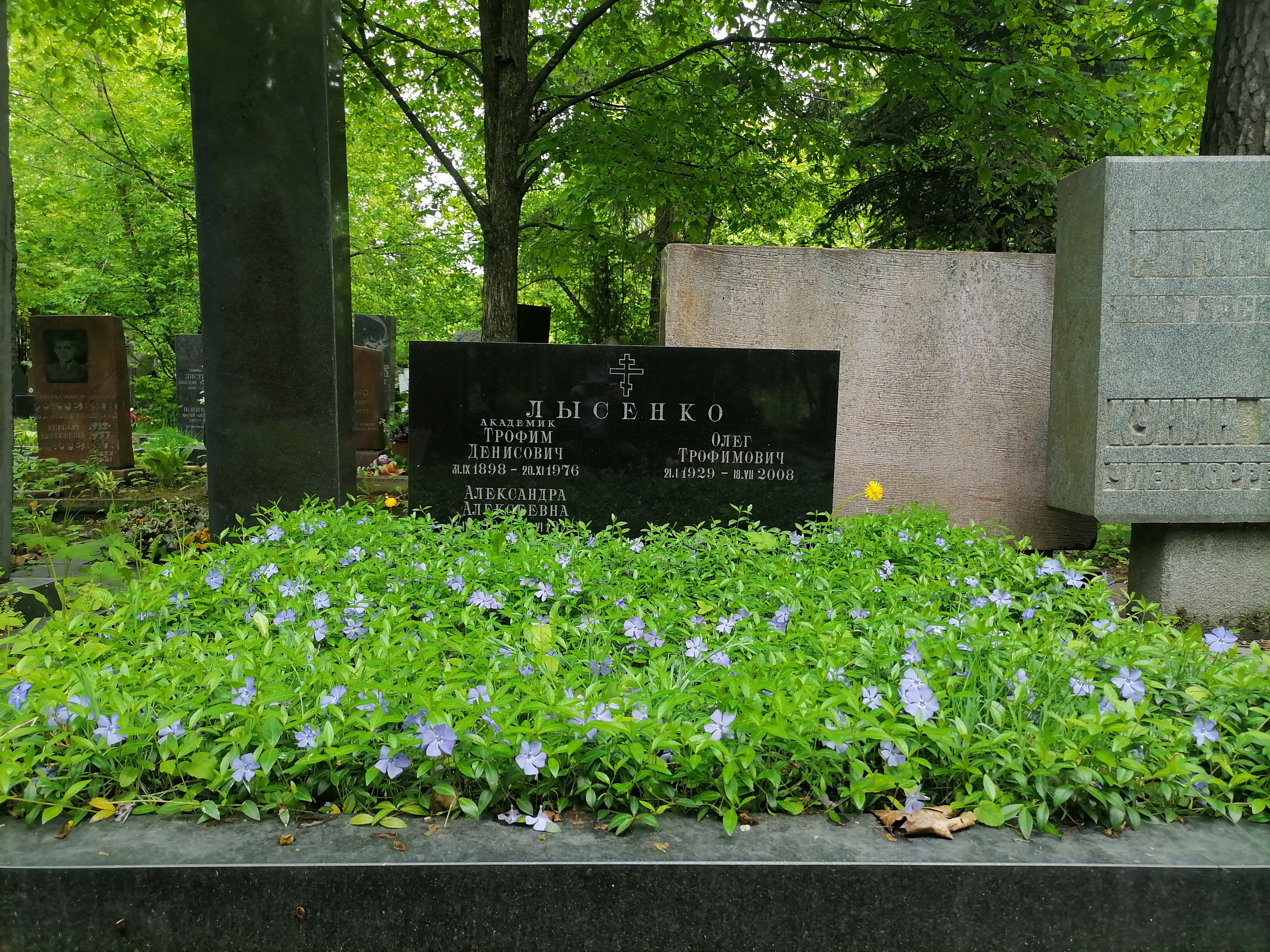
他位于莫斯科的墓地

## 李森科主義
李森科事件是政治干涉科学的代表事例。其间苏联有些科学家几次试图反对都被以政治手段打击，或勞改，或處刑，使得苏联的生物遗传学落後世界至少两代人的时间；例如：曾共同研究春化现象的尼古拉·瓦维洛夫死于劳改营。中华人民共和国的生物界由于苏联的影响，一度也以李森科的理论作为遗传学的正确理论直到中苏交恶，袁隆平也曾深受其害。

## 参看
- 伊万·米丘林
- 尼古拉·伊万诺维奇·瓦维洛夫
- 苏联政府压抑的科学研究
- 表觀遺傳學